# 青岛前湾保税港区
青岛前湾保税港区（简称前湾港）是青岛港的一個港区，位於中国山東省青島市黄岛区前灣。碼頭分別由不同公司經營。2019年8月26日成为中国（山东）自由贸易试验区的一部分。
前湾港以集装箱业务为主，是全国9个沿海整车进口口岸之一。前灣港是在中國的港口中唯一在集裝箱、原油、煤炭、礦石四大貨類的年運量均超過1500萬噸的港口。每天的集裝箱業務則超過1萬以上。

## 第二至三期
青島前灣集裝箱碼頭有限責任公司(Qingdao Qianwan Container Terminal Co.,Ltd)成立於2000年，由青岛港务局（2003年改制为青岛港（集团）有限公司）與英国铁行港口公司合營。及後引入馬士基、中远集团作為股東。2003年當時股權分佈為青島港集團31%，鐵行集團佔29%，馬士基集團佔20%，中遠太平洋佔20%(佔18.18% 投票權)。  除2006年铁行併入迪拜環球港務外，股權並無變動。第二至三期共11個泊位。

## 南岸
2009年招商局國際與青島前灣集裝箱碼頭有限責任公司成立合資公司管理原第四期與招商局國際碼頭發展的泊位，並以合營公司共同發展港區南岸集裝箱碼頭的建設、經營和管理並提供配套港口服務。
青島前灣聯合集裝箱碼頭公司由青島新前灣集裝箱碼頭有限責任公司與青島港招商局國際集裝箱碼頭有限公司分別持股50%。

### 第四期
第四期本由青島新前灣集裝箱碼頭有限責任公司持有。公司成立於2007年，青島前灣集裝箱碼頭有限責任公司佔80%股權；泛亞國際航運有限公司佔20%。計劃發展10個泊位。  2009年其中4個泊位投入使用。

### 招商局國際碼頭
2003年9月，招商局國際和青島保稅區簽署青島前灣現代國際物流園區合資經營合同，招商局國際擁有招商局國際碼頭（青島）有限公司90.1%權益（青島港招商局國際集裝箱碼頭有限公司則全資擁有），投資建設7個泊位（5个集装箱专用泊位和2个多用途泊位）。 2005年7月獲得政府批准動工。2006年12月首個泊位開始營運。

## 保稅港區
2008年9月7日，国务院批复设立青岛前湾保税港区（国函[2008]83号）。保税港区由保税区、保税物流园区整合临近港口转型升级设立，规划控制面积9.72平方公里，包括21个码头泊位。2009年9月1日，保税港区一期通过国家验收，封关面积3.42平方千米，包括青岛港北港区8个集装箱泊位和2个多用途泊位，青岛保税物流园区，招商局码头2个多用途泊位。 